# Jørgen Peter Müller

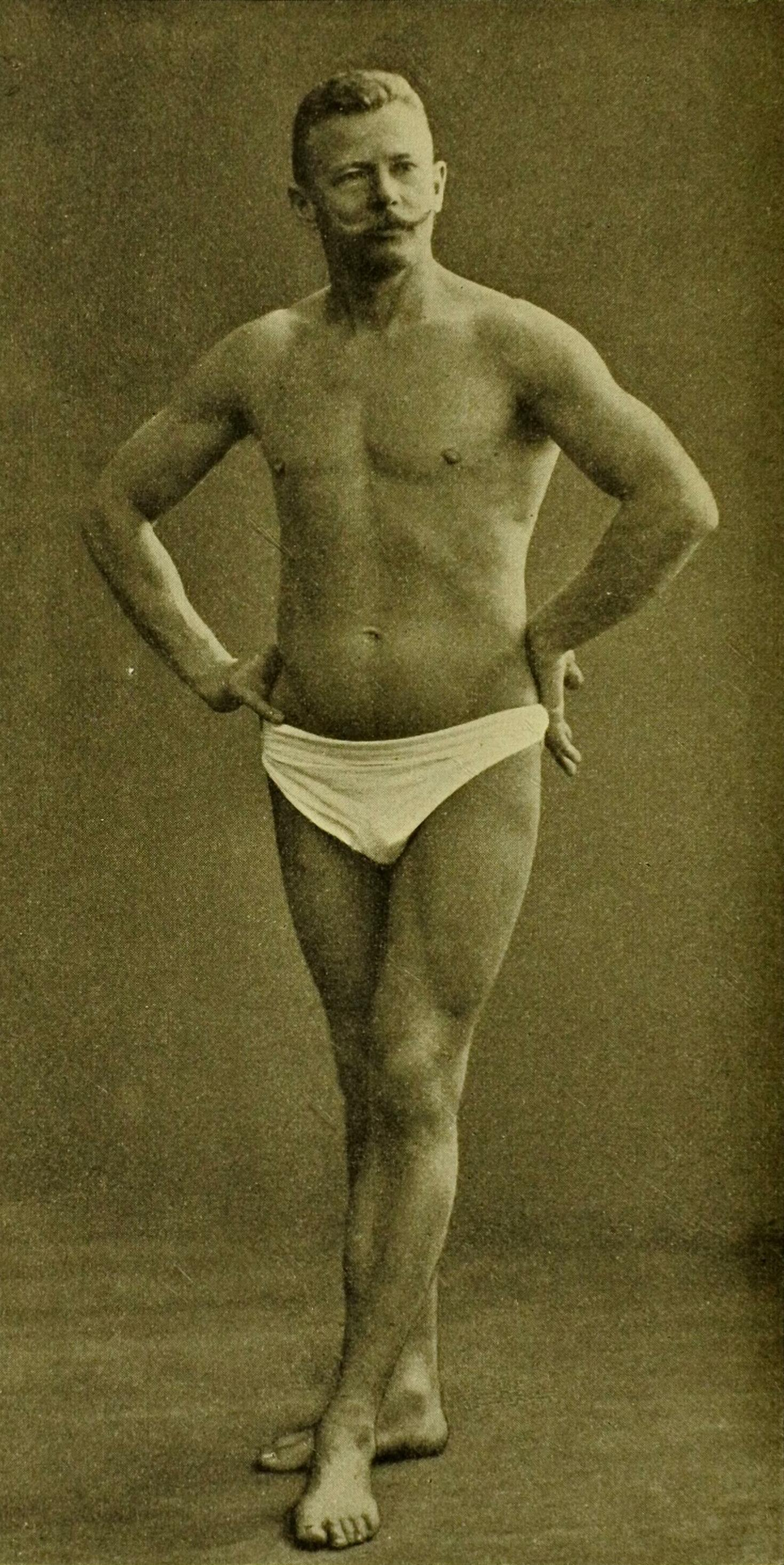
J. P. Müller

Jørgen Peter Müller (* 7. Oktober 1866 in Adserbølle auf Alsen; † 17. November 1938 in Aarhus) war ein dänischer Sportler und Gymnastiklehrer. In Deutschland wurde sein Name meist abgekürzt mit J. P. Müller oder eingedeutscht mit Johann Peder Müller beziehungsweise Johann Peder Mueller oder Jörgen Peter Muller angeführt.
Von 1904 an gewann er 134 Titel in fast jeder Sportart. Im gleichen Jahr schrieb er das Buch Mein System, das erste in einer Reihe von Gymnastiklehrbüchern, die schnell zu Bestsellern wurden. Mein System wurde in 24 Sprachen übersetzt und allein die deutsche Übersetzung erreichte bis 1925 eine Auflage von 400.000 Exemplaren. Mit Büchern wie Mein System für Frauen und Mein System für Kinder führte Müller diesen Erfolg fort. Auch in Deutschland war müllern lange Zeit ein Synonym für Gymnastik treiben. Er stand der FKK-Bewegung nahe und veröffentlichte u. a. Mein Freiluftbuch.
Das von ihm entwickelte gymnastische System kam ohne technische Hilfsmittel aus und ließ sich ohne großen Zeitaufwand von jedermann umsetzen. Die verschiedenen Übungen konnten in der Wohnung ausgeführt werden, wobei Müller jedoch die Freiluftausführung – etwa vorm offenen Fenster oder draußen – empfahl.
Er war ein entschiedener Gegner des zu seiner Zeit ebenfalls aufkommenden Bodybuildings, wie es vor allem von Eugen Sandow propagiert wurde. Müllers System zielte demgegenüber weniger auf Muskelkraft und Muskelbildung, als vielmehr auf eine allgemeine Fitness und Beweglichkeit. Es war – in jeweils angepasster Form – für alle Altersstufen gedacht. Alle Körperorgane, auch die Haut, sollten durch die Übungen, für die er jeweils verschiedene Anforderungsgrade vorsah, gestärkt und durchblutet werden. Müller war stolz darauf, dass auch Ärzte sein „System“ empfahlen und die italienische Übersetzung von Medizinern erarbeitet wurde. Dazu passt, dass er sehr viel Wert auf körperliche Hygiene legte, die er beginnend mit Hygienische Winke (1907) ebenfalls populär machte.
Daneben war Müller auch einer der ersten modernen Sportjournalisten. Dass er seine Beiträge oftmals mit dem Pseudonym „Apoxyomenos“ zeichnete, in seinen Publikationen den eigenen Körper gern in den Vordergrund rückte und auf seine Auszeichnungen als „schönster Mensch“ hinwies, gab zu mancherlei spöttischen Bemerkungen Anlass.
1919 wurde Müller vom dänischen König Christian X. mit dem Dannebrog-Orden ausgezeichnet.
Obwohl manche der von Müller ersonnenen Übungen heute veraltet sind, kann er doch als einer der Begründer der modernen Fitness-Bewegung angesehen werden.

## Schriften
- Mit system / My System, 1904 (dt. Mein System. 15 Minuten täglicher Arbeit für die Gesundheit, Leipzig und Kopenhagen 1904 (Digitalisat. 16 Auflagen erschienen alleine bis 1915, danach folgten erweiterte Auflagen; 1925 erschienen das 391. bis 400. Tausend))
- Hygienische Winke, Kopenhagen u. a. 1907
- Geschlechtsmoral und Lebensglück, Kopenhagen sowie Leipzig und Zürich 1909 (spätere Ausgabe Leipzig 1926)
- My System for Children (dt. Mein System für Kinder, Leipzig 1913 (17. Auflage, Leipzig nach 1927))
- My System for Women (dt. Mein System für Frauen, Leipzig 1913 (11. Auflage, 57. bis 73. Tausend, Leipzig 1926))
- My Breathing-System (dt. Mein Atmungssystem, Leipzig und Zürich 1921)
- The Daily Five Minutes (dt. Die täglichen fünf Minuten. Gymnastische Übungen zur Erzielung und Erhaltung körperlicher Leistungsfähigkeit, Leipzig 1924)
- Mein Freiluftbuch, Leipzig 1927